# 餐
餐，或称饭、餐饭、餐點、膳、膳食，指人在一定时间内吃进的食物。
吃饭地点通常会在家、饭馆、食堂或任何地方。做饭工具称作厨具，常见的有锅、炉、烤箱等。

## 图片

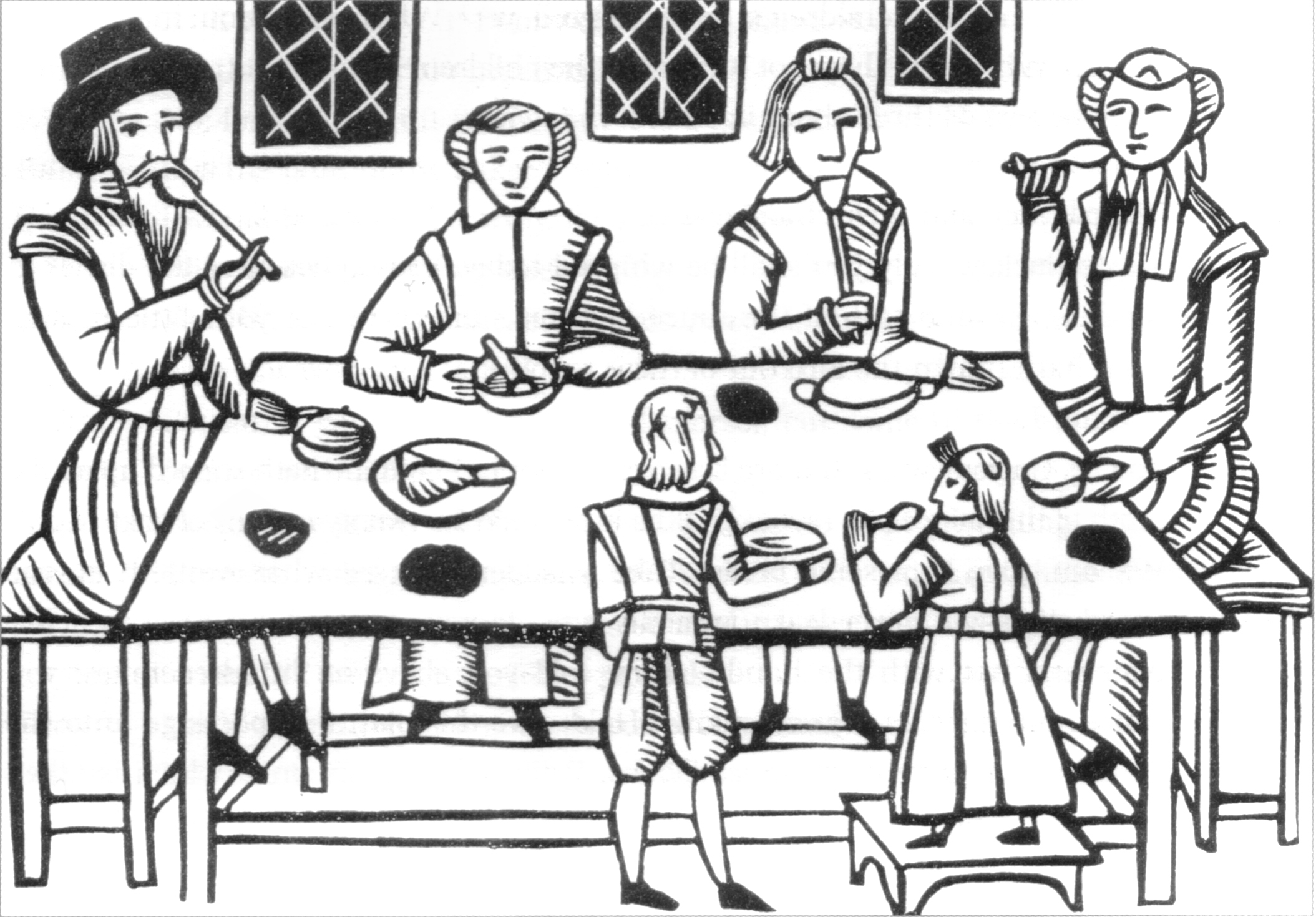
就餐(吃饭)
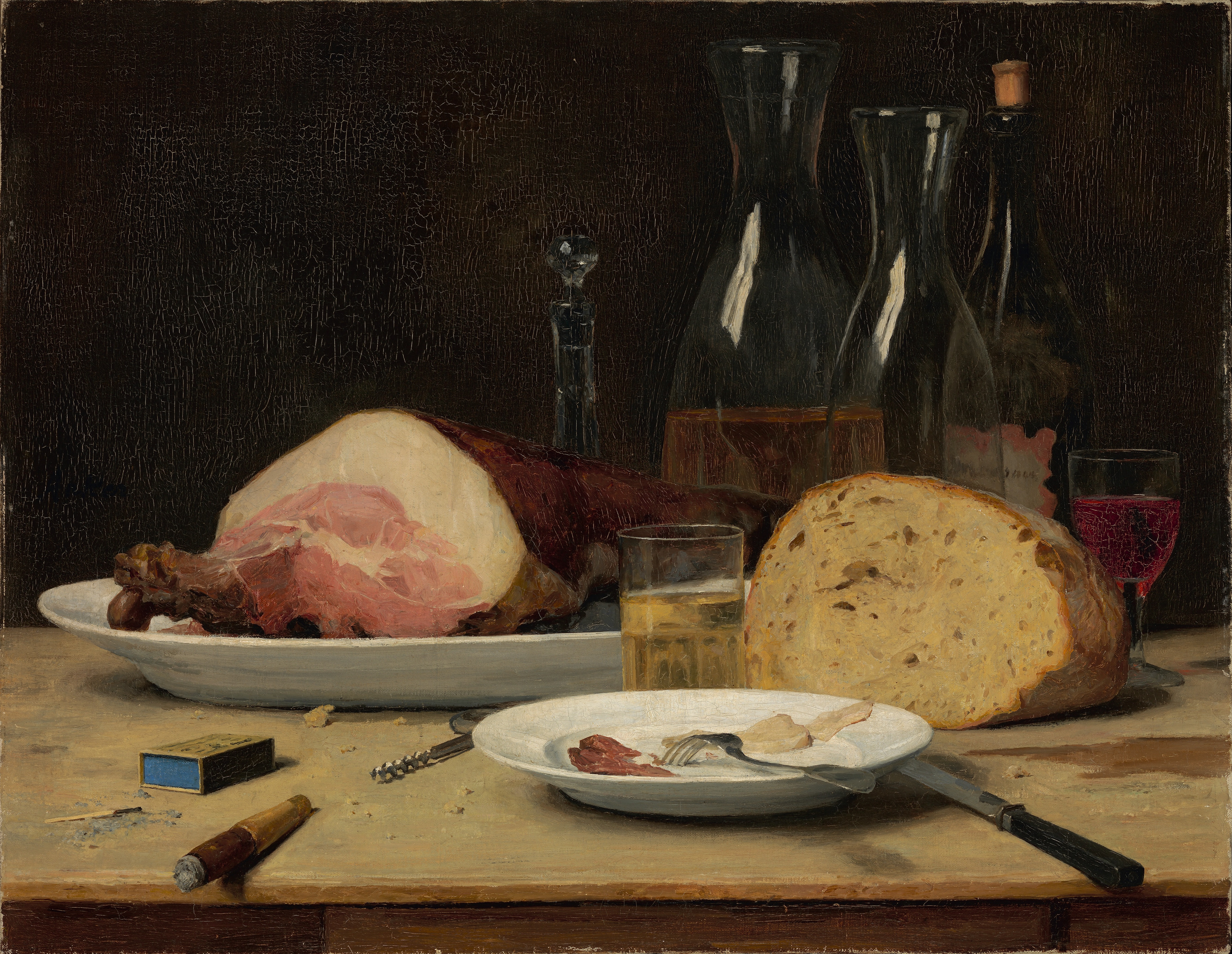
餐桌静物写生
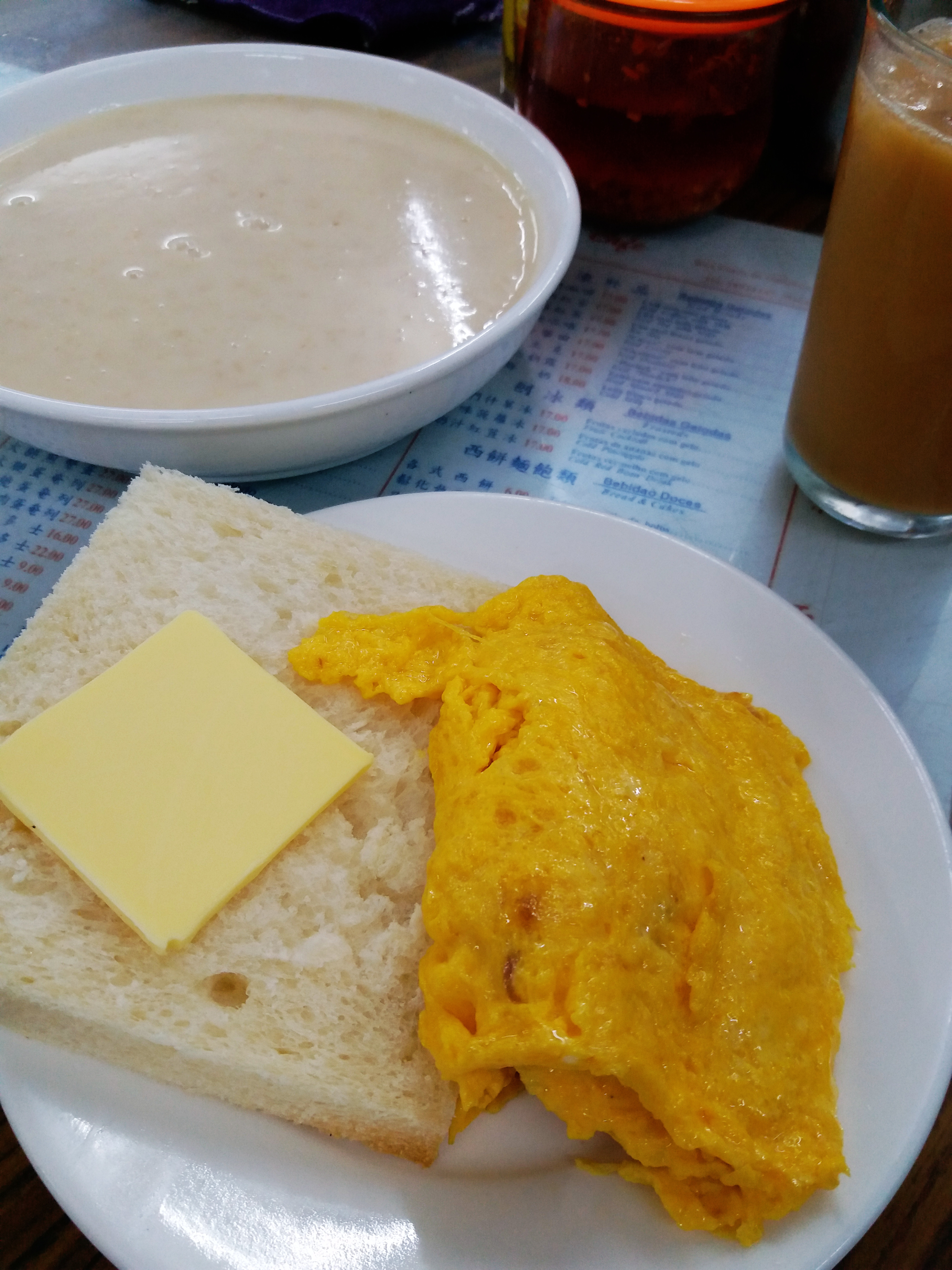
在澳門的茶餐廳吃到的一份早餐

## 餐的種類
两餐和三餐，是常见的进餐次数。现今中国等地，一天之内通常会进餐三次：即早饭、午饭、晚饭。餐可以在任何時間和位置進行，這是因為地區的不同而有所差異。早餐通常一個人在早上醒來所吃的小食。晚餐則是在晚上吃的一頓飯之前。下午茶是一個午後餐，通常吃比較清淡的食物，如三明治和蛋糕。

### 两餐制
遠古時代并无定时用餐的观念，班固《白虎通義》云：「飢即求食，飽則棄餘」即描述此情景。
先秦时代起，中国民众普遍实行两餐制。商朝时，两进餐时段分别叫“大食”（上午7时至9时）、“小食”（下午15时至17时）；或是第一顿饭称“朝食”，又称“饔”，第二顿饭称“餔食”，又称“飧”。由于朝食是最重要的主餐，故称大食；朝食的饭都是现做的熟食，所以称饔；餔食则大多简单，往往吃朝食剩下的食物，故称飧。
汉代将进餐时段称为“食时”、“晡时”，对应“辰时”、“申时”。

### 三餐制
三餐制是特权阶层的饮食制度，最早是周王额外的“燕食”，秦汉贵族也有三餐制；而一日三餐的民间饮食风俗，始于魏晋以后，隋唐更为普及，“中餐”、“午饭”等词汇出现于当时的诗文中。
到宋朝时，经济科技更为发达，城市宵禁制度解除，夜行时间变长而直接促成了夜市的繁荣，有了在天黑之后再添加一餐的需求，推动了平民三餐制的普及。